# آرایکس جی۰۸۲۲–۴۳۰۰
آرایکس جی۰۸۲۲–۴۳۰۰ یک ستاره است که در صورت فلکی کشتی‌دم قرار دارد.